# Liste der Bremer Ehrenzeichen
Die Freie Hansestadt Bremen vergibt traditionell keine Orden, aber seit 1815 folgende Ehrenzeichen:
- Kriegsdenkmünze der Hanseatischen Legion (1815)
- Bremische Ehrenmedaille in Gold (1843)
- Dienstauszeichnungen (1860)
- Bremische Rettungsmedaille (1908)
- Hanseatenkreuz (1915)
- Senatsmedaille für Kunst und Wissenschaft (1938)
- Plakette für hervorragende Leistungen im Sport